# أبراهام غونزاليس
ابراهام غونزاليس (بالإسبانية: Abraham González Casanova) (16 يوليو 1985 برشلونة إسبانيا - ) هو لاعب كرة قدم إسباني يلعب كلاعب وسط.

## روابط خارجية
- أبراهام غونزاليس على موقع الاتحاد الأوربي (الإنجليزية)
- أبراهام غونزاليس على موقع قاعدة بيانات كرة القدم.إي يو (الإنجليزية)
- أبراهام غونزاليس على موقع Soccerbase.com (لاعب) (الإنجليزية)
- أبراهام غونزاليس على موقع Soccerway.com (الإنجليزية)
- أبراهام غونزاليس على موقع عالم كرة القدم.نت (الإنجليزية)
- أبراهام غونزاليس على موقع AS.com (الإسبانية)